# Чемпионат мира по настольному теннису 2023
Чемпионат мира по настольному теннису 2023 года — чемпионат мира по настольному теннису под эгидой ITTF, который прошёл с 20 по 28 мая в Дурбане (ЮАР). На чемпионате были разыграны пять комплектов медалей: в мужском и женском одиночных разрядах, в мужском и женском парных разрядах, а также в миксте.
Это был первый чемпионат мира по настольному теннису на территории ЮАР и второй в истории чемпионат мира по настольному теннису на территории африканского континента (предыдущий прошел в 1939 году в Каире).

## Организация чемпионата

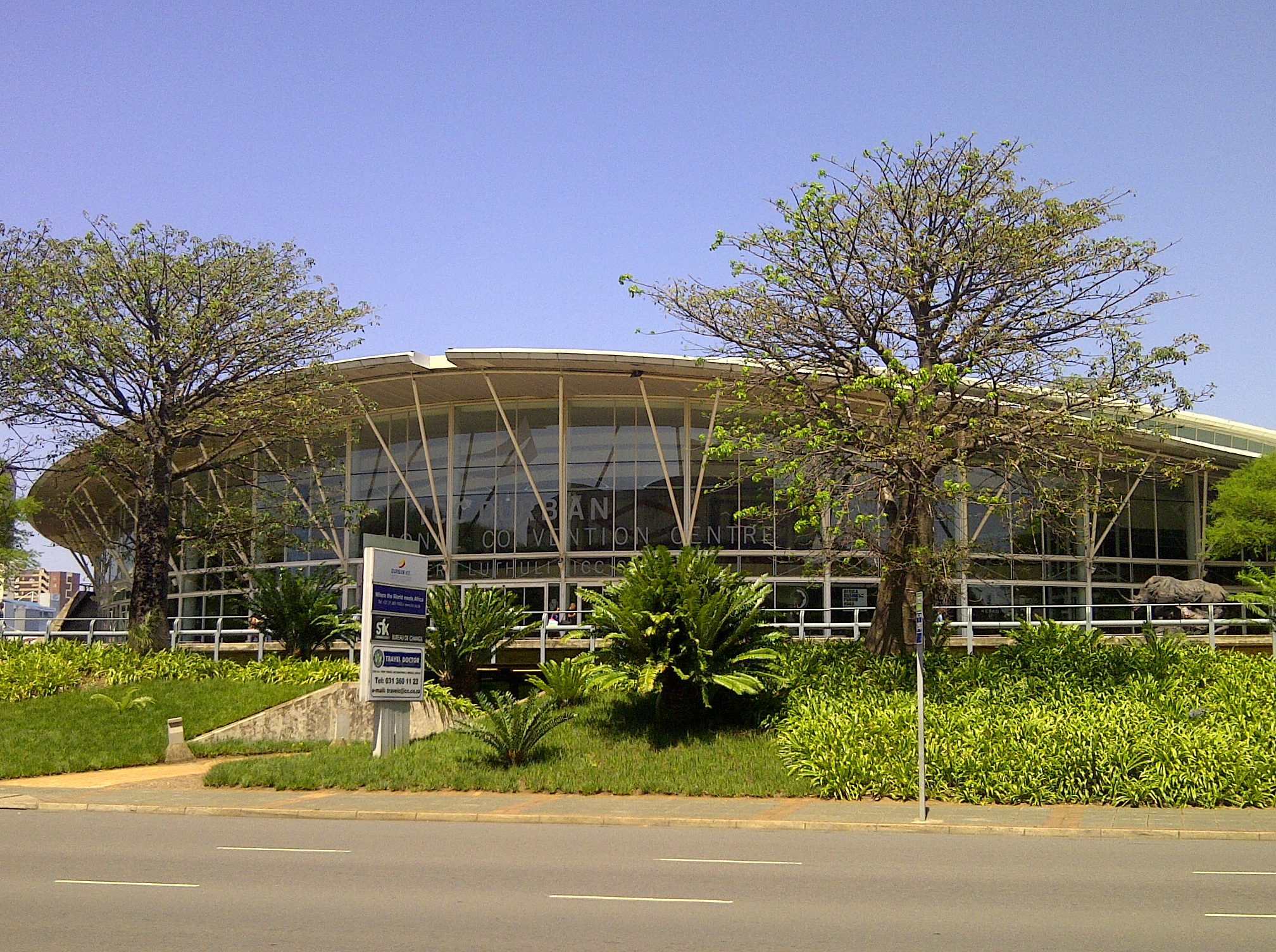
ICC Дурбан в 2014 году

На проведение чемпионата помимо Дурбана претендовал Дюссельдорф (Германия), в ноябре 2022 года ITTF объявила, что по результатам голосования чемпионат пройдет в ЮАР.
Соревнования будут проходить в Международном конференц-центре Инкоси Альберта Лутули (Durban International Convention Centre).
Официальным талисманом чемпионата был выбран гиппопотам Такума.

## Расписание
Турнир проходил 9 дней.
|                          | 20 мая | 21 мая | 22 мая | 23 мая | 24 мая | 25 мая | 26 мая | 27 мая | 28 мая |
| ------------------------ | ------ | ------ | ------ | ------ | ------ | ------ | ------ | ------ | ------ |
| Мужской одиночный разряд | 1/64   | 1/64   | 1/32   | 1/32   | 1/16   | 1/8    | 1/4    | 1/2    | Финал  |
| Женский одиночный разряд | 1/64   | 1/64   | 1/32   | 1/32   | 1/16   | 1/8    | 1/4    | 1/2    | Финал  |
| Мужские пары             | 1/32   | 1/32   | 1/16   | 1/8    | 1/8    | 1/4    | 1/2    | Финал  | -      |
| Женские пары             | 1/32   | 1/32   | 1/16   | 1/8    | 1/8    | 1/4    | 1/2    | Финал  | -      |
| Смешанный разряд         | 1/32   | 1/32   | 1/16   | 1/8    | 1/4    | 1/2    | Финал  | -      | -      |

## Результаты чемпионата
Результаты чемпионата были опубликованы на официальном сайте WTT.

### Медалисты
| Разряд                   | Золото                                     | Серебро                                                             | Бронза                                                       |
| ------------------------ | ------------------------------------------ | ------------------------------------------------------------------- | ------------------------------------------------------------ |
| Мужской одиночный разряд | Фань Чжэньдун Китай                        | Ван Чуцинь Китай                                                    | Лян Цзинкунь Китай                                           |
| Мужской одиночный разряд | Фань Чжэньдун Китай                        | Ван Чуцинь Китай                                                    | Ма Лун Китай                                                 |
| Женский одиночный разряд | Сунь Инша Китай                            | Чэнь Мэн Китай                                                      | Хина Хаята Япония                                            |
| Женский одиночный разряд | Сунь Инша Китай                            | Чэнь Мэн Китай                                                      | Чэнь Синтун Китай                                            |
| Мужские пары             | Китай · Фань Чжэньдун · Ван Чуцинь · Китай | Республика Корея · Чан У Джин · en:Lim Jong-hoon · Республика Корея | Республика Корея · Ли Сан Су · en:Cho Dae-seong              |
| Мужские пары             | Китай · Фань Чжэньдун · Ван Чуцинь · Китай | Республика Корея · Чан У Джин · en:Lim Jong-hoon · Республика Корея | Германия · Дмитрий Овчаров · en:Patrick Franziska · Германия |
| Женские пары             | Китай · Чэнь Мэн · Ван Иди · Китай         | Республика Корея · en:Shin Yu-bin · Чон Джи Хи · Республика Корея   | Япония · en:Miyu Nagasaki · en:Miyuu Kihara · Япония         |
| Женские пары             | Китай · Чэнь Мэн · Ван Иди · Китай         | Республика Корея · en:Shin Yu-bin · Чон Джи Хи · Республика Корея   | Китай · Сунь Инша · Ван Маньюй · Китай                       |
| Смешанный разряд         | Китай · Ван Чуцинь · Сунь Инша · Китай     | Япония · Томокадзу Харимото · Хина Хаята · Япония                   | Гонконг · Вон Чаньтхин · Ду Хойкем · Гонконг                 |
| Смешанный разряд         | Китай · Ван Чуцинь · Сунь Инша · Китай     | Япония · Томокадзу Харимото · Хина Хаята · Япония                   | en:Lin Shidong en:Kuai Man Китай                             |

### Общий зачёт по странам
| Место          | Страна           | Золото | Серебро | Бронза | Всего |
| -------------- | ---------------- | ------ | ------- | ------ | ----- |
| 1              | Китай            | 5      | 2       | 5      | 12    |
| 2              | Республика Корея | 0      | 2       | 1      | 3     |
| 3              | Япония           | 0      | 1       | 2      | 3     |
| 4              | Германия         | 0      | 0       | 1      | 1     |
| 4              | Гонконг          | 0      | 0       | 1      | 1     |
| Всего стран: 5 | Всего стран: 5   | 5      | 5       | 10     | 20    |